# La Fage-Montivernoux
La Fage-Montivernoux là một xã ở tỉnh Lozère trong vùng Occitanie, phía nam nước Pháp. Khu vực này có độ cao trung bình 1200 mét trên mực nước biển.